# Srem (distrikt i Bulgarien)
Srem (bulgariska: Срем) är ett distrikt i Bulgarien.   Det ligger i kommunen Obsjtina Topolovgrad och regionen Chaskovo, i den sydöstra delen av landet, 270 km öster om huvudstaden Sofia.
Trakten runt Srem består till största delen av jordbruksmark. Runt Srem är det ganska glesbefolkat, med 28 invånare per kvadratkilometer.